# Browns Island (Neuseeland)

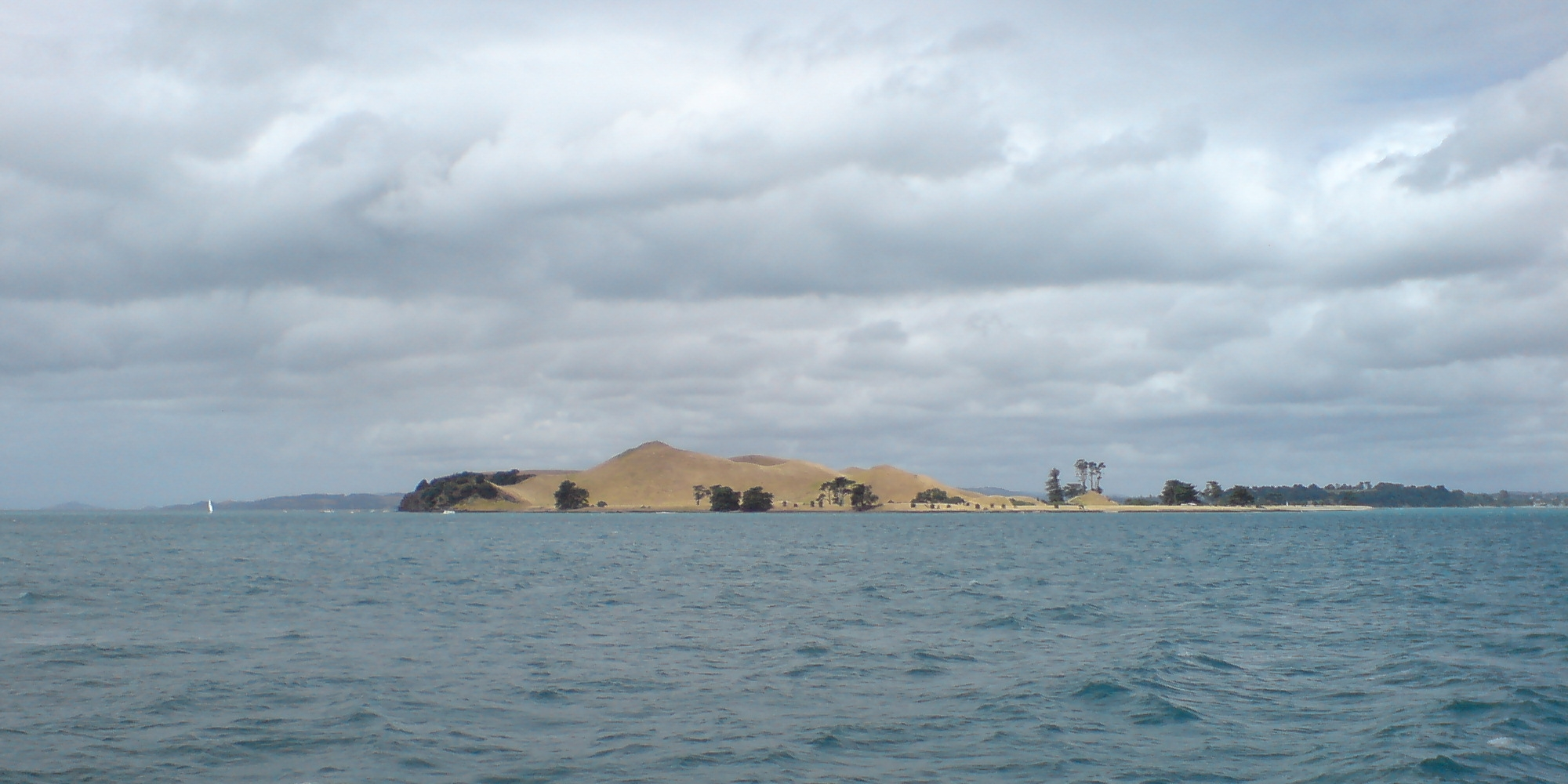
Ansicht von Norden.

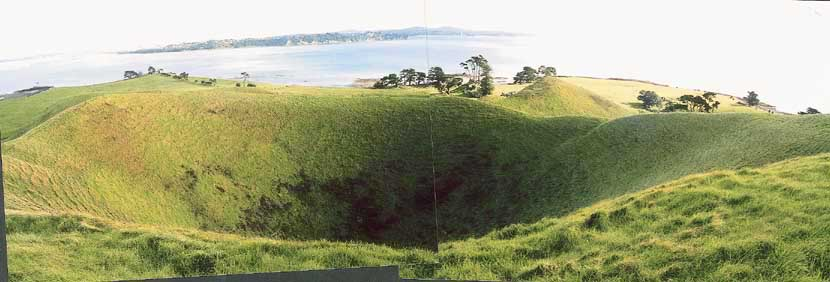
Krater der Insel

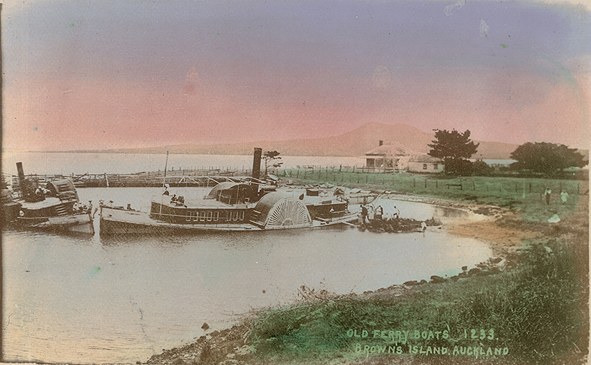
Aufgegebene Schaufelraddampfer und Picknick auf Brown’s Island auf einer Postkarte von 1908.

Browns Island oder Motukorea (Maori „Austernfischerinsel“) ist eine kleine Insel in Neuseeland. Sie liegt im Hauraki Gulf, nördlich von Musick Point und ist einer der am besten erhaltenen Vulkane im Auckland Volcanic Field. Die 68 m hohe Insel ist Teil des Hauraki Gulf Maritime Park.

## Geschichte

### Entstehung
Der genaue Zeitpunkt der Eruptionen, die zur Entstehung der Insel führten, ist unbekannt. Nach Jahrhunderten menschlicher Besiedlung ist die Insel bis auf Reste an den nordöstlichen Klippen weitgehend frei vom natürlichen Busch, so dass der vulkanische Untergrund leicht sichtbar ist. Die Insel besteht aus einem Schlackenkegel mit einem tiefen Krater, einem kleinen Überrest eines Tuffringes in Form der Klippen an der Nordostseite und dem oberen Teil von Lavaströmen, die sich damals noch weiter erstreckten, heute aber im unteren Teil vom Meer bedeckt sind.

### Besiedlung durch die Māori
Die Geschichte der Insel vor der Ankunft der Europäer ist kaum historisch belegt. In heutigen Quellen finden sich verschiedene Thesen zum Ursprung der Herrschaft der Ngāti Tamaterā über die Insel und ihr Recht, die Insel 1840 zu verkaufen, wenige stellen sie aber in Frage. Phillips erwähnt, das Kanu Tainui Waka habe auf dem Weg von Wakatiwai am Firth of Thames nach Rangitoto Island, wo es sich mit dem Kanu Arawa Waka traf, an der Insel gestoppt.
Das Festland um die Insel kam unter die Kontrolle der Ngāti Paoa, die Ländereien im Westen gehörten zu den Ngāti Whātua, die Insel selbst wurde weiter von den Ngāti Tamaterā kontrolliert. Warum dies so war, ist umstritten. Phillips stellt die These auf, die Insel sei im Gegenzug zu Unterstützung im Krieg an die Ngāti Tamaterā gelangt, Monin hingegen sieht die Besiedlung und den Verkauf der Insel als Nachweis eines in größerem Rahmen erfolgen Eindringens von Stämmen aus Hauraki in den inneren Teil des Hauraki Gulf.
Motukoreas Lage an der Mündung des Tāmaki River war strategisch wichtig, da es die Kontrolle über den Zugang mit Kanus flussauf und die dort gelegenen Umtragestellen bei Ōtāhuhu und Karetu hinüber zum Manukau Harbour erlaubte. Archäologische Funde weisen auf eine intensive Besiedlung in voreuropäischer Zeit, es fanden sich Hinweise auf Steinverarbeitung, Seefahrt, Gartenbau und unbefestigte und befestigte Siedlungen. Von Simmons wurden drei Standorte befestigter Siedlungen (Pā) identifiziert. „Archaische“ Artefakte wie von Menschenhand bearbeitete Moa-Knochen, aus einem Stück Geschnittene Angelhaken, und nicht auf der Insel vorkommende Steine wie Chert (Gestein), Basalt, Argillit und Obsidian, die sowohl aus Quellen auf Inseln im Hauraki Gulf, wie auch anderen Orten bis hin zur Coromandel Peninsula und Great Barrier Island stammen.

### Brown & Campbell
Ab 1820 besuchten Europäer, darunter Richard Cruise, Samuel Marsden und John Butler, die Insel, die beiden letzteren zum Handel mit den Maori. Dumont D’Urville besuchte die Insel 1827 und fand sie unbewohnt vor, möglicherweise infolge der Musketenkriege. Bereits von den Ngāti Tamaterā verlassen und in beträchtlicher Entfernung zu deren Stammesgebiet in Coromandel, waren Te Kanini von den Ngāti Tamaterā und die Unterhäuptlinge Katikati und Ngatai bereit, die Insel zu verkaufen, als William Brown und John Logan Campbell am 22. Mai 1840 Kaufinteresse zeigten. Brown und Campbell siedelten ab dem 13. August 1840 an der Westseite der Insel, dies macht sie zu einer der frühesten europäischen Siedlungen im Gebiet Aucklands.  Sie bauten ein Haus aus Raupo und züchteten Schweine. Sie planten die Insel als Basis zur Gründung und Versorgung der Stadt Auckland zu nutzen, sobald Land auf der Landenge vorhanden sei.
Nicht lang nachdem Brown und Campbell ihren Wohnsitz auf der Insel  bezogen hatten, überredete der Häuptling der Ngāti Whātua, Apiha Te Kawau, Hobson, Auckland als neue Hauptstadt der Kolonie auszuwählen. Auf dem Gipfel wurde ein Fahnenmast aufgestellt und die Insel für die Krone beansprucht. Nachdem sie davon erfuhren, kehrten Brown und Campbell auf ihre Insel zurück und machten ihr Recht auf die Insel geltend.  Damit hatten sie kurzzeitig Erfolg, aber 1840 verweigerte Gouverneur Hobson die Gewährung eines Crown Grants (Landtitels), das Brown im August 1840 beantragt hatte.  Offizieller Grund war, dass der  Kauf durch Brown und Campbell erfolgte, nachdem George Gipps 1840 direkte Landkäufe von den Maori verboten hatte. Dies änderte sich erst, als FitzRoy 1843 Gouverneur wurde. Dieser erteilte ihnen am 22. Oktober 1844 einen Crown Grant für die Insel.
Campbell verließ die Insel im Dezember 1840 um in der neu entstandenen Siedlung Auckland Handel zu treiben. Brown blieb bis Februar des Folgejahres auf der Insel, um die Schweinefarm zu bewirtschaften und wohl auch um ihre Interessen zu vertreten. 1856 verließen beide Männer die Kolonie und setzten einen Verwalter ein. Campbell kaufte schließlich Browns Anteile an ihren geschäftlichen Aktivitäten auf, wozu auch Motukorea gehörte. Dafür zahlte er im Mai 1873 £40 000. Brown weigerte sich aus Großbritannien zurückzukehren, um die Kontrolle über seine Geschäfte wieder aufzunehmen. Diese Transaktion erfolgte über William Baker, der anscheinend als Vermittler fungierte und Browns Anteile für 2 Tage in Besitz hatte, bevor die Transaktion ausgeführt hatte. 1877 wollte Campbell Auf Motukorea Olivenbäume anbauen, 5000 Sämlinge wurden in einer Baumschule auf dem One Tree Hill gezogen, aber nie auf der Insel angepflanzt.  Campbell verkaufte die Insel 1879 an die Familie Featherstone,  die an der Nordostseite ein größeres Haus errichtete. Dieses brannte 1915 ab. und war als Ruine in den 1960er Jahren noch immer zu sehen.

### Devonport Steam Ferry Company
1906 wurde die Insel an die Familie Alison verkauft, die die Devonport Steam Ferry Company betrieb. Während ihrer Eigentümerschaft wurden die Rümpfe mehrerer Schaufelraddampfer an der Küste aufgegeben.  Browns Island ist auch in der Luftfahrtgeschichte von Bedeutung: die Brüder Barnard aus Auckland unternahmen 1909 an den oberen Hängen des Vulkankegels die wahrscheinlich ersten Gleitflüge in Neuseeland.  Ein von 1922 stammender Vermessungsplan zeigt ein Wohnhaus auf der nordwestlichen Ebene, wohl Ersatz für das 1915 abgebrannte Haus.

### Öffentliches Eigentum
Das Auckland Metropolitan Drainage Board kaufte die Insel 1946 und plante, eine Kläranlage zu bauen. Die daraus resultierende Kontroverse zwang dazu, den Plan aufzugeben. Die Insel wurde von Ernest Davis gekauft, der sie im Juli 1955 den Einwohnern von Auckland schenkte. Ernest Davis war für 20 Jahre Vorsitzender der Devonport Steam Ferry Company, was seine Verbindung mit der Insel erklärt. Der Auckland City Council verwaltete die Insel bis 1968, als sie Teil des Hauraki Gulf Maritime Park wurde.  Die Verwaltung wurde dem Department of Lands and Survey und 1987 dem Department of Conservation übergeben. Nachdem das Hauraki Gulf Maritime Park Board im Juli 1990 seine Arbeit beendet hatte, übernahm der Auckland City Council erneut die Verwaltung und übertrug diese dann zurück an das Department of Conservation.

## Zugang
Da es keine Fähre gibt, sind private Boote das einzige Mittel, um auf die Insel zu gelangen. Für größere Boote gibt es keinen Anleger oder anderen einfachen Zugang. Kleine Boote landen meist an der geschützteren Nordseite der Insel, wo es vor steilen Klippen einen 100 m langen Strand gibt. Die Navigation ist hier wegen eines 70 m parallel zur Küste verlaufenden Felsriffes erschwert. Das Riff ist durch eine Barke markiert.
Der Zugang zum Inselinneren erfolgt von dort über einen steilen Pfad an dem kleine Kap am Nordende des Strandes. Den flacheren Gebieten im Westen sind bis 100 m ins Meer hinausreichende Muschelbänke vorgelagert, die den Zugang stark behindern.

## Sonstiges
Auf der Insel gibt es Reste von drei befestigten Siedlungen der Ureinwohner, die größte davon an den Hängen des Hauptkegels.
Das Mineral Motukoreait wurde 1977 auf der Insel entdeckt und nach ihr benannt.